# Zunhua
Zunhua (遵化市S, ZūnhuàP) è una città-contea della Cina, situata nella provincia di Hebei e amministrata dalla prefettura di Tangshan.